# Porsche 993
O Porsche Type 993, ou simplesmente 993, foi a versão do 911 produzida pela Porsche desde final de 1993 até o início de 1998, substituindo o 964. O encerramento de sua produção marcou o fim dos Porsches refrigerados a ar, criando um lugar especial nas mentes e nos corações dos entusiastas.
Seguindo a tradição, a Porsche fabricou o carro em diversas variações para satisfazer o maior número de motoristas possível. O Carrera era confiável, seguro e rápido, ideal para o dia-a-dia; O Carrera Cabriolet e Targa eram ideais para fins mais esportivos; os Turbo e Turbo S, com seus 288 km/h de máxima, eram tremendamente velozes; e os espartanos Carrera RS e GT2 eram especificamente para as corridas.

## Visão geral

### Melhorias técnicas
Uma das mudanças mas notórias no 993 sobre todos os 911s anteriores foi a implementação da suspensão traseira multi-braço em liga leve ligada a uma sub carroçaria em liga leve. O seu desenho era uma derivação do projecto 989, um sedâ de 4 portas que nunca chegou a ser produzido, e continuou a ser utilizado no sucessor do 993, o tipo 996. Requereu o alargamento das vias traseiras o que levou a uma renovada estabilidade na condução do 993. Esta suspensão melhorou o curvar dos 993s, tornando a condução mais direta e estável, ajudando a reduzir a infame tendência para sobrevirar ao levantar o pé do acelerador ao fazer-se uma curva fechada que acontecia nos anteriores 911s. Até contribuiu para reduzir o ruído interior.
O 993 foi a primeira geração de 911s a ter uma caixa de 6 velocidades como equipamento standard manual transmission - carros anteriores, exceto o exótico Porsche 959, tinham caixas de 4 ou 5 velocidades. Como o 993 era capaz de velocidades superiores a 270 km/h, era necessária uma sexta velocidade para este tipo de alta velocidade. Virtualmente em qualquer situação era possível manter o melhor torque do motor acima das 4500 rpm. Os modelos Carrera / Carrera S /Cabriolet e o Targa (2wd) estavam também disponíveis com uma caixa "Tiptronic" de 4 velocidades de transmissão automática, introduzida inicialmente no 964. Começando com o modelo do ano 1995, a Porsche oferecia o avançado Tiptronic S com controles montados no volante e software refeito para mudanças de velocidade mais suaves e rápidas. Desde a introdução nos 993s o tiptronic é capaz de reconhecer subidas e descidas.
Além disso o sistema opcional de all wheel drive foi refinado em relação ao existente no 964. A Porsche deixou de lado o setup do 964 que consistia em três diferenciais e reutilizou o desenho do supercarro 959, substituindo o diferencial central por uma unidade acoplamento viscoso. Em conjunção com a redesenhada e recalibrada suspensão do 993, este sistem melhorou dramáticamente as capacidades de condução mantendo a estabilidade oferecida pelo AWD sem necessitar de sofrer de subviragem. O seu desenho simples reduziu o peso do sistema. A vantagem deste conceito foi a razão para o manter em todos os modelos seguintes do 911 com AWD.
Outras melhorias incluíam um novo escape de duas saídas, travões maiores com discos perfurados, uma revista direcção assistida, etc.

## Variações do 993

### Carrera Coupe / Cabriolet

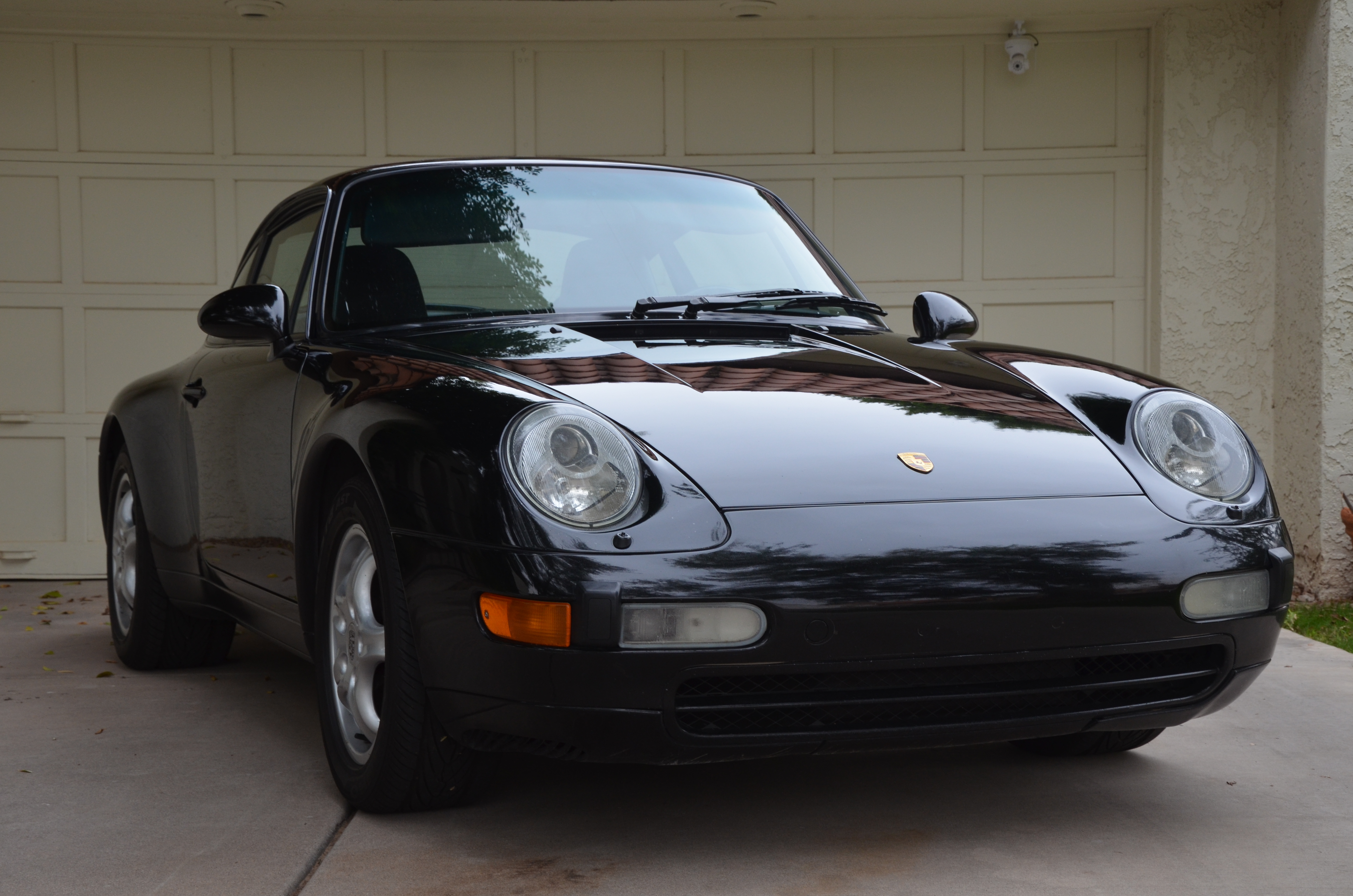
1995 Porsche 911 Carrera (993) coupe (US)

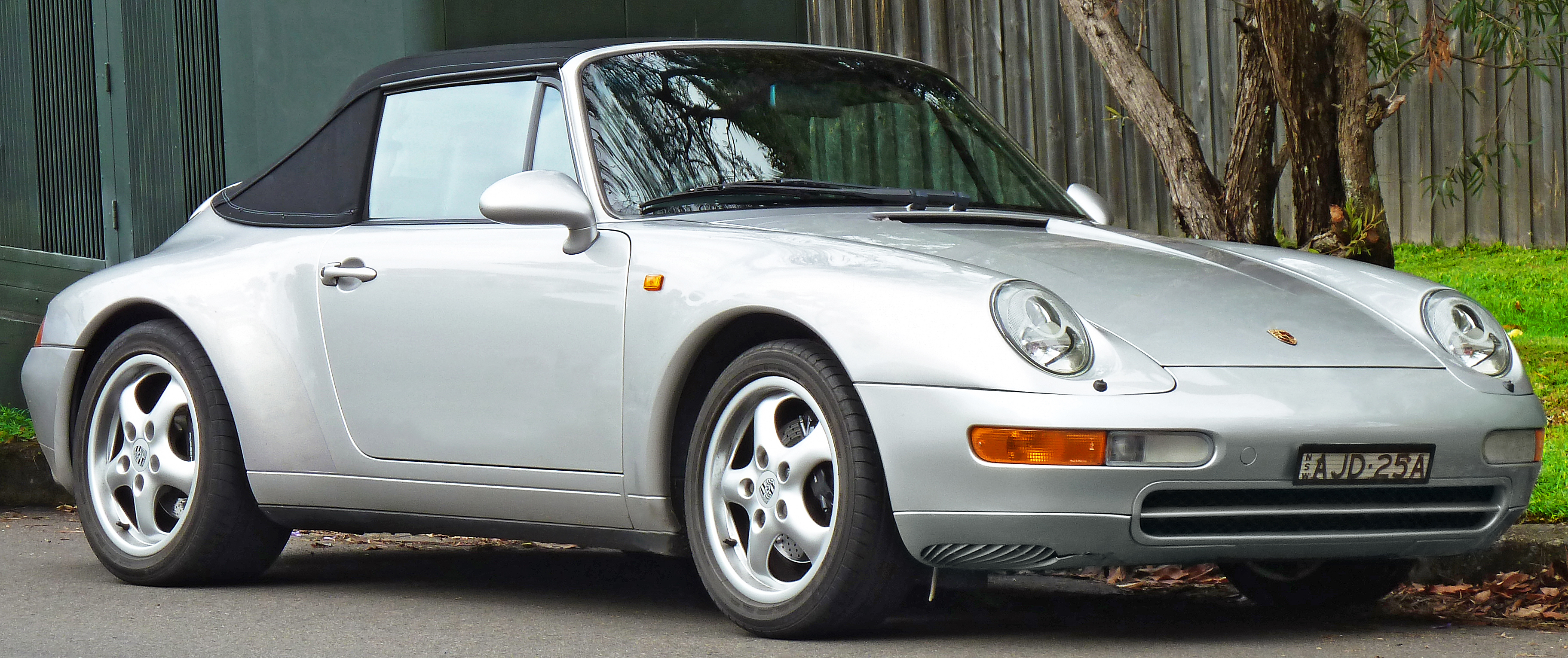
1994–1997 Porsche 911 Carrera (993) cabriolet (Australia)

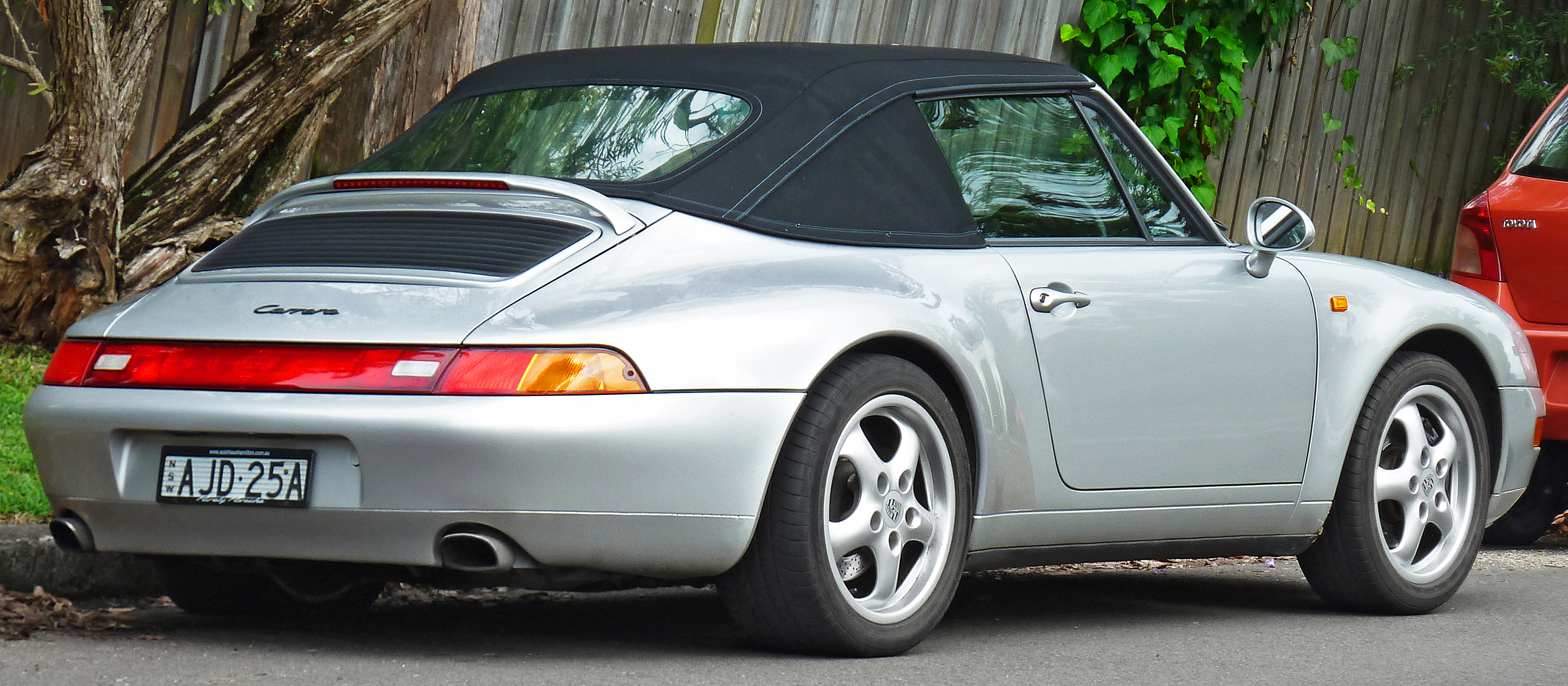
1994–1997 Porsche 911 Carrera (993) cabriolet (Australia)

O Carrera representava o "modelo básico" do 993, e estava disponível na versão tração traseira e quatro rodas motrizes. Foi equipado com o motor naturalmente aspirado de 3.6 litros M64, desenvolvido a partir do 964 e combinado com um novo sistema de escape de saída dupla agora incorporando dois conversores catalíticos. Em contraste com o Tipo 964, a Porsche eliminou o "2" da etiqueta com o nome "Carrera" . No entanto, entre os entusiastas, para diferenciar entre a tração traseira e tração às quatro rodas do 993 Carrera  eles eram (e ainda são), comumente referido como "C2" e "C4", respectivamente.
A versão de 1996 coupe tinha uma tara de 1.370 kg. É interessante notar que os modelos dos EUA teve uma distância ao solo (em ordem de marcha) de 120 mm e as versões de especificações europeias tinham de 110 mm. Isto foi reduzido ainda mais com a opção de chasis esporte a 90 mm.
A lista de opções para o 993 Carrera (e a maioria das outras variantes) foi extensa e ofereceu a possibilidade de configurar facilmente carros altamente individualizado, dependendo da quantidade de dinheiro que um comprador estava disposto a gastar.
A lista de opções era extensa e incluía até cinco estilos diferentes de rodas, vários set-ups de suspensão, pelo menos três estilos diferentes de assentos (conforto, esporte, corrida), inúmeras opções de revestimento interior, incluindo a possibilidade de ter praticamente qualquer elemento do interior do carro coberto em couro, madeira ou fibra de carbono, e vários sistemas de hi-fi, incluindo som digital. Além disso, a Porsche oferecia a opção de o cliente ter seu carro pintado em qualquer cor que o cliente quisesse. Ainda mais, o exclusivo Programa Tequipment adicionava mais opções e a fazia modelos únicos para satisfazer todos os desejos específicos de clientes, tais como consolas especiais, máquinas de fax ou estofos coloridos.
O Cabriolet, introduzido em 1995, apresenta um softtop totalmente elétrico e costurado à mão reforçado com chapas de metal e um tapamento de vento automático.
Ambas as versões coupê e cabriolet estavam disponíveis com tração nas quatro rodas sob a designação 'Carrera 4'. Do lado de fora do Carrera 4 é distinguível por piscas frontais claros e piscas traseiros vermelhos (em vez de cor de laranja). As pinças de travão são pintadas de prata assim como o emblema do "Carrera 4' sobre o capô do motor. As tampas centrais das jantes levam o logo Carrera 4 em vez de do emblema da Porsche.
Em contraste com a maioria das outras versões, a produção do Carrera Coupé e Cabriolet cessou no final de 1997 com o final do modelo do ano 1997, com exceção de algumas poucas unidades produzidas em 1998 com o modelo do ano 1998.

### Targa

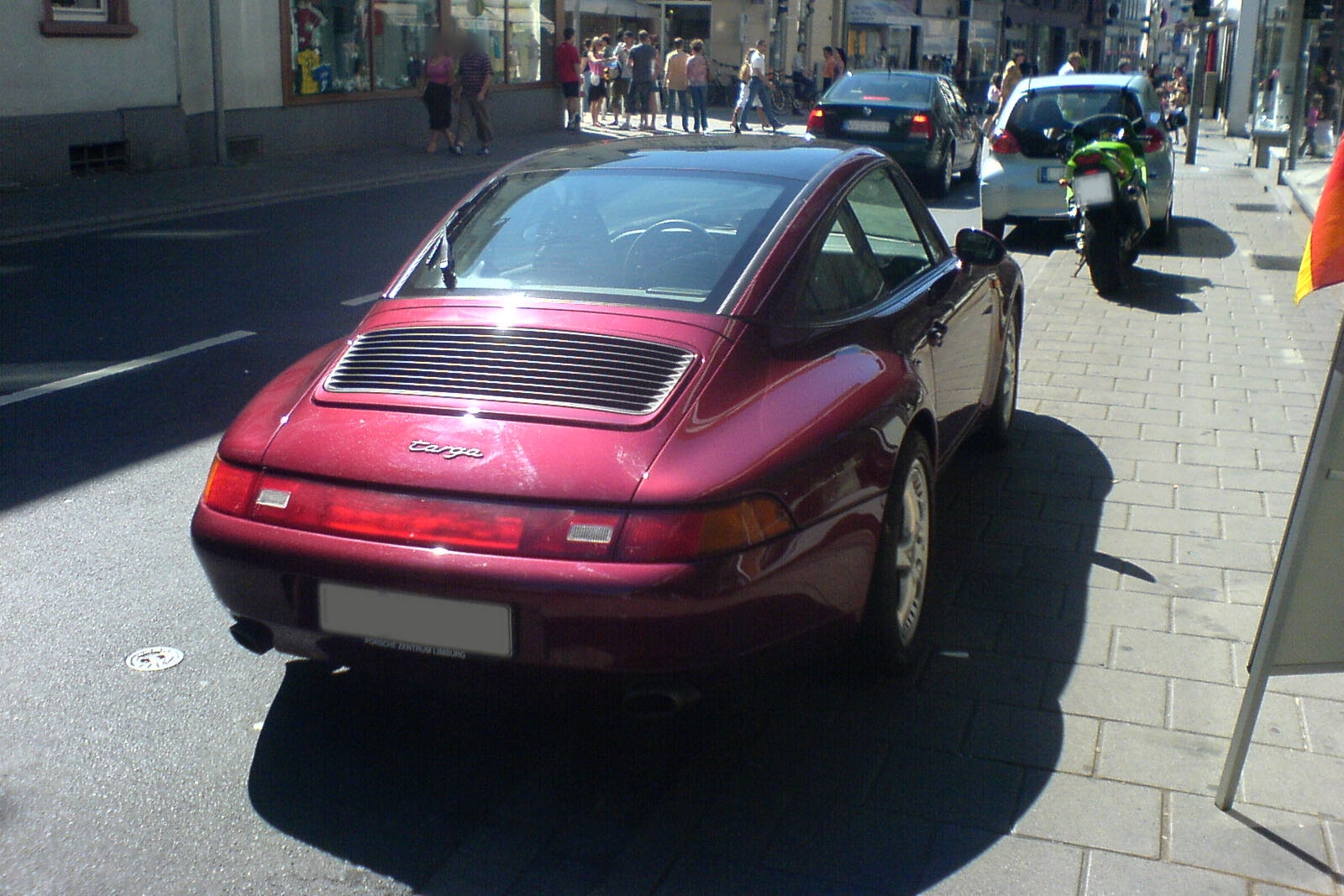
Porsche 993 Targa

A versão Targa do 993 foi introduzida com o modelo do ano 1996 e trouxe a inovação de ter um teto de vidro retráctil, este desenho continuou nos Targa 996 e 997.O teto de vidro descia para baixo do vidro traseiro revelando uma grande abertura. Uma tela impedia o efeito de estufa quando fechado. Este sistema era um desenho novo pois as versões anteriores do Targa tinham um teto amovível e um largo pilar B funcionando como um roll bar. O novo desenho do teto de vidro permitiu ao 993 Targa manter o mesmo perfil das outras versões 911 Carrera e acabou com o inconveniente de se ter de guardar o teto das versões anteriores. O Targa tinha o corpo do Cabriolet com o teto de vidro do Targa a substituir o teto normal.
O Targa estava equipado com 2 jantes originais de 17 polegadas, que podiam ser encomendadas como opção nos carros que não tinham jantes standard de 18 polegadas. Estas jantes com desenho original para o 993 Targa eram mais pesadas que as normais de forma a contrabalançar o peso extra do teto de vidro e manter o centro de gravidade.

### Turbo

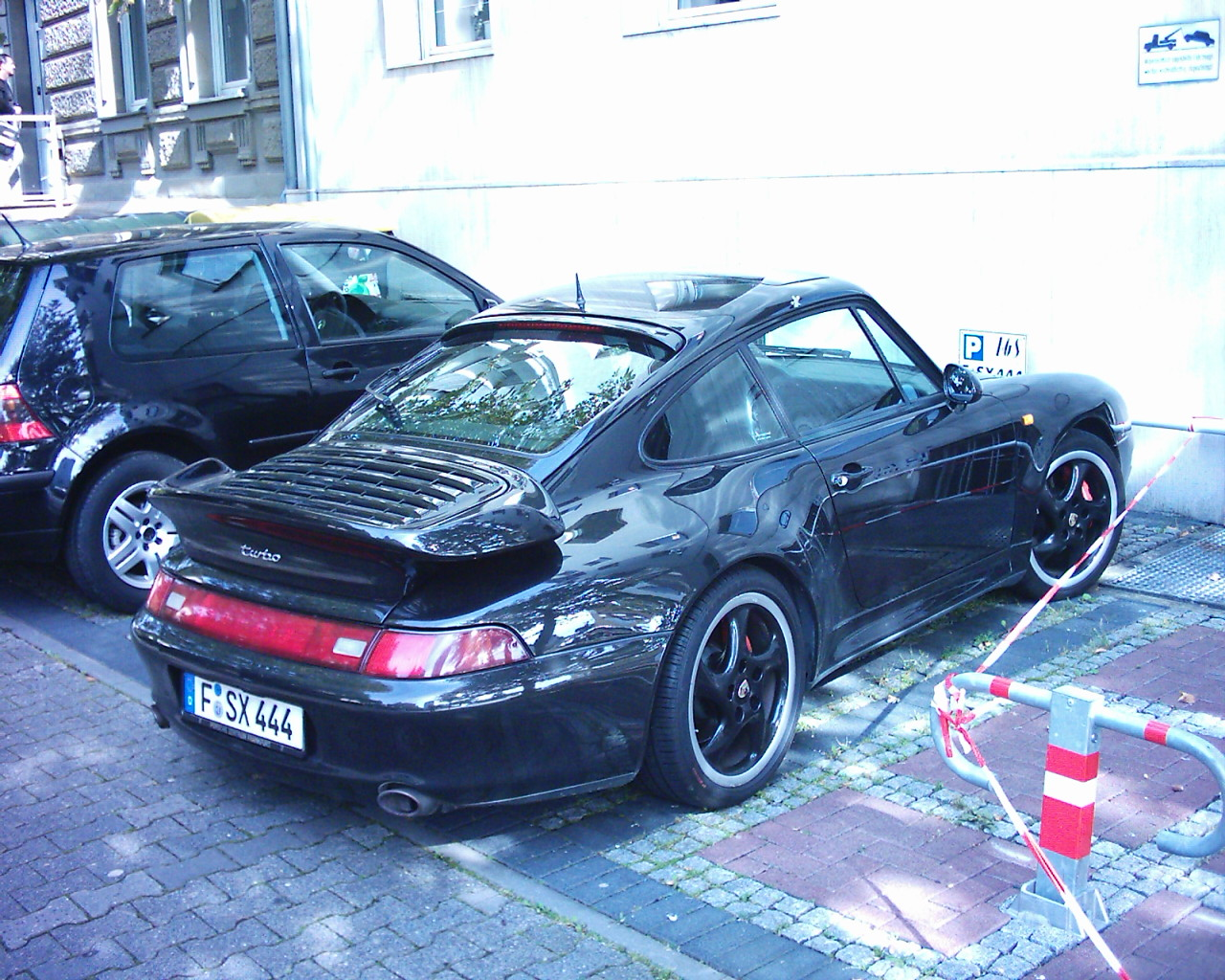
993 TT in Westend Frankfurt

O coupé 993 Turbo foi lançado em 1995. Estava equipado com um novo e bastante aclamado motor turbo de 3,6 litros produzindo 408 PS (300 kW; 402 hp). Tinha dois turbos com intercoolers ar-ar, gestão electrônica do motor, cabeças dos cilindros redesenhadas e outros componentes internos modificados. O 993 Turbo foi o primeiro Porsche Turbo com tracção integral. A gestão electrônica do motor ajudava o Turbo a ser bastante mais económico do que qualquer dos Turbos de produção anteriores [citation needed]. Juntamente com os dois catalisadores e sistema de diagnóstico de bordo, que inclua quatro sensores de oxigénio, o 993 Turbo era também o carro desportivo mais limpo da altura[citation needed]. A carroceria do Turbo difere da do Carrera por ter as cavas das rodas alargadas (cerca de 6 cm), moldes dos pára-choques traseiro e dianteiro redesenhados e uma asa traseira fixa onde foram instalados os intercoolers. Vinha de série com novas jantes de liga leve de 18' de braços ocos para redução do peso.
Este foi um dos primeiros carros de produção no mundo a ter um diagnóstico OBDII [citation needed] (o 3.8 litros e a versão de pista não o tinham, e os 993s aspirados só a tiveram em 1996). Todos os turbos passaram a ter cabeças arrefecidas a água. O Turbo também tinha travões maiores que os do modelo base Carrera.
Enquanto durou a produção entre 1996 e 1998 existiam duas diferenças entre os modelos de 1996 e os posteriores. Os de 1997 e 1998 tinham as seguintes diferenças em relação aos de 1996: 1-Eiso de transmissão reforçados (uma fraqueza conhecida devia à combinação da potência do turbo e da tração integral). 2-Um ECU que permitia ser atualizado (o de 1996 não era modificável). 3-Com a adição do assento para crianças da Porsche o airbag do passageiro era desligado. 4-Sensores de movimento para o alarme foram integrados nas luzes traseiras acima do vidro traseiro. 5-Tampas do centro das jantes com a palavra "Turbo" (a versão de 1996 tinha o emblema da Porsche).

### Turbo S
Durante o segundo ano de produção do 993 e até ao último (1997), a Porsche disponibilizou o 993 Turbo S. Foram vendidas 375 unidades. O Turbo S é um Turbo com equipamento completo e com um aumento de potência para 424 hp (SAE) no mercado americano e 450 hp (DIN) nos outros mercados. A inclusão de todas as amenidades possíveis de imaginar, incluindo uma decoração interior em carbono, distingue-o do anterior, o aligeirado e espartano 964 Turbo S. O 993 Turbo S é facilmente reconhecido pelas maxilas dos travões em amarelo, asa traseira ligeiramente mais alargada, escape com 4 saídas e entradas de ar atrás das portas.

### Carrera 4S / Carrera S
O Carrera 4 S (1996) e o posterior Carrera S (1997) tinham o corpo do modelo Turbo, mas o motor era o motor aspirado do Carrera. O 4s vinha com 4WD, e retinha os discos mais largos do modelo Turbo com as caraterísticas maxilas em vermelho. Podia ser descrito como um "Turbo sem turbo e sem a asa traseira", enquanto o S era para todos os efeitos por debaixo da carroçaria um Carrera standard (as vias mais largas eram compensadas com espaçadores de rodas de 31 mm). Ambos os modelos S tinham suspensão ligeiramente mais baixa em relação aos modelos Carrera normais. A carroçaria mais larga era aclamada pela sua vista traseira, mas criava mais arrasto aerodinámico, levando a velocidades máximas mais baixas que os Carrera normais (cerca de 5 km/h).
Em particular o Carrera 4S era um carro popular. Tem muito em comum com o modelo do 30 aniversário do Porsche 964, com motor aspirado, 4WD e a carroçaria do Turbo. O sucesso deste modelo levou a que a Porsche construísse mais carros que os previstos originalmente. Depois do 993, a Porsche continuou este modelo no 996 Carrera 4 S, novamente um "Turbo sem o turbo e sem asa traseira".

### Carrera RS

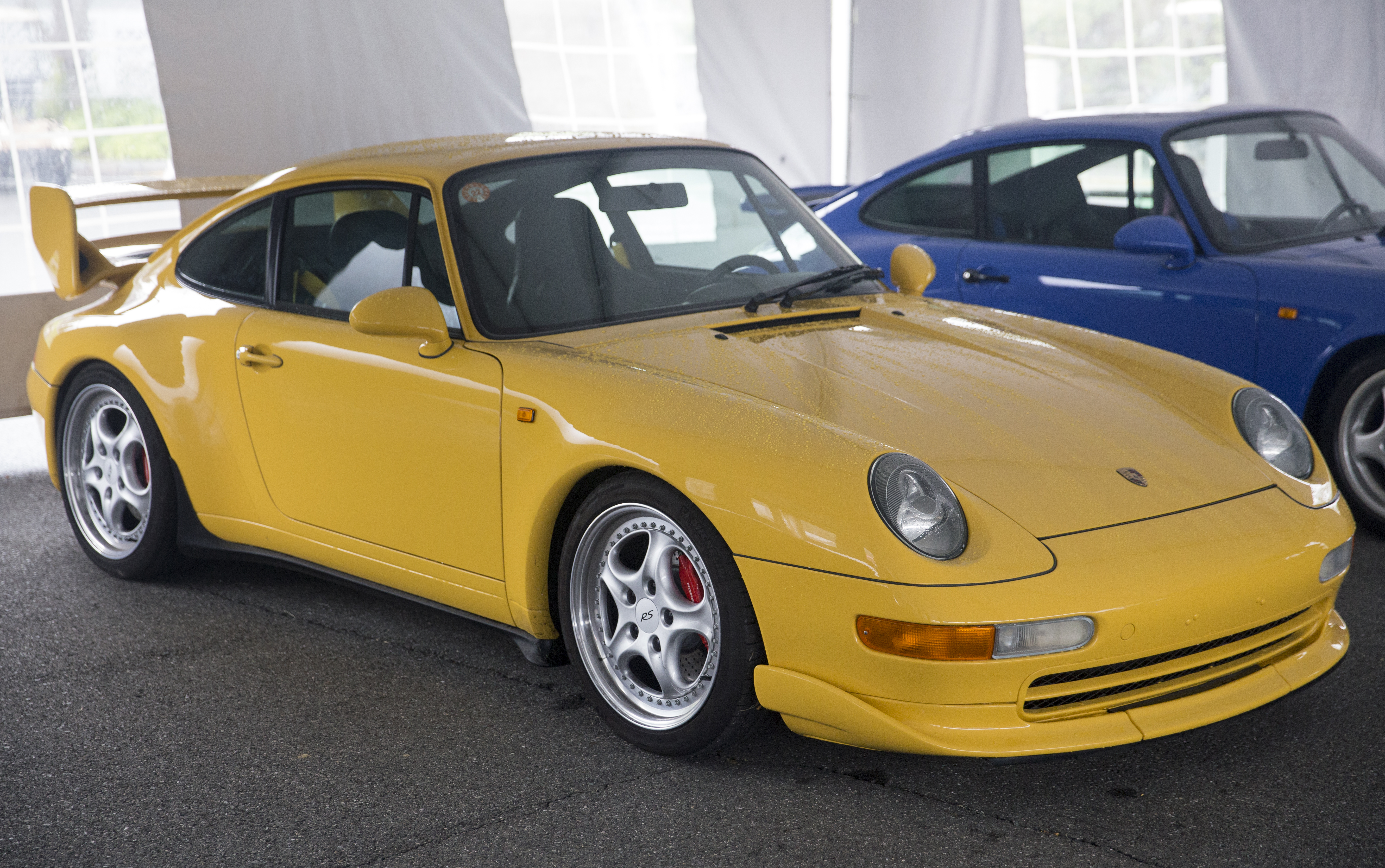
Porsche 911 (993) Carrera RS

O Carrera RS é uma versão de peso reduzido do Carrera normal. Ele apresenta um motor aspirado de 3.8 litros com 300 hp (DIN). A carroçaria é facilmente reconhecida pela asa traseira não retráctil, os pequenos flaps na frente e as jantes de alumínio de 18 polegadas em 3 peças. Os limpa vidros dos faróis foram retirados por poupança de peso. No interior os assentos traseiros foram retirados, e bancos de competição e portas espartanas foram instaladas. O isolamento de som foi deduzido ao mínimo.
Houve várias versões do RS, em particular a versão orientada para circuito Carrera RS Clubsport (também conhecida como RSR em alguns países) com limitada usabilidade em estrada aberta. O Clubsport ou RSR vinha equipado com com uma gaiola de segurança soldada e alguns confortos como carpetes, vidros elétricos, ar condicionado e rádio foram retirados. Externamente tem uma asa traseira de grandes dimensões e um spoiler mais fino e profundo que o RS standard.
O Carrera RS foi introduzido com os modelos dos anos 1995 e 1996. Era autorizado a circular na estrada na Europa e em muitos outros países do mundo, mas não foi aprovado para exportação para os Estados Unidos da América. Da mesma maneira que outras versões RS de 911 anteriores que foram  produzidos em quantidade reduzida, alguns proprietários de Porsches  transformaram os seus Carrera standard em clones RS numa tentativa de entusiasta de possuir algo inatingível devido à raridade e conseguente maior preço do RS. Esta prática foi muito utilizada nos Estados Unidos utilizando peças originais Porsche em virtude do RS/RSR não ter sido certificado para venda e circulação neste país.

### GT2

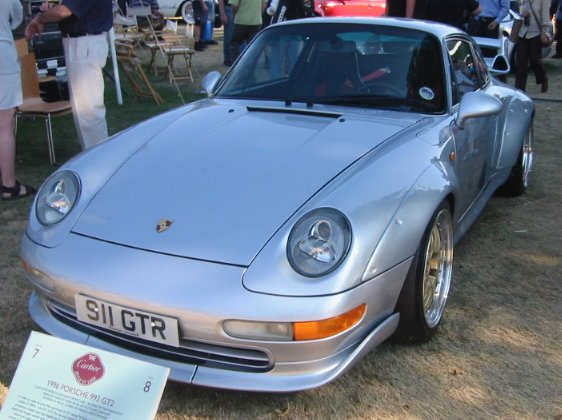
Porsche 993 GT2

O GT2 é melhor descrito como a variante de competição do Turbo. Por razões de peso foi retirada a tração integral. O interior era similar ao do Carrera RS. Os para-lamas do Turbo foram cortados e substituídos por partes em plástico aparafusados de forma a acomodar os pneus de competição mais largos e para permitir a repação mais fácil dos danos frequentemente provocados nas corridas nos guarda-lamas.
Até 1997, o GT2 tinha o motor quase totalmente idêntico ao do Turbo, mas produzindo 430 hp (DIN). No último anod de produção (modelo do ano 1998) a potência aumentou para 450 hp (DIN) e foi adicionado ignição dupla.
As muitas variantes de competição devem-se aos set-ups especificos das regras das competições onde os GT" eram inseridos. A potência subiu até aos 600 HP na variante "Evo" criada para a competição GT1 e que foi substituída pela versão 911 GT1 com motor central.

### Speedster
No entendimento da Porsche, 'Speedster' significa um conversível com teto e janelas rebaixados e interior espartano.
Em contraste com o modelo original e com o 964, a Porsche nunca lançou oficialmente um 993 Speedster. Entretanto, dois foram construídos pela fábrica: um Speedster verde escuro equipado com câmbio Tiptronic S e rodas 17", para Ferdinand Alexander Porsche (em seu 60° aniversário) em 1995 e outro com carroceria larga, um Speedster prateado com transmissão manual e rodas 18", para o astro de TV americano Jerry Seinfeld, em 1998. O Speedster "Seinfeld" foi originalmente um modelo Cabriolet ou Targa enfviado para o departamento "exclusivo" da fábrica para ser reconstruído como speedster.

### Cabriolet Turbo
Depois do modelo original de 3.3 litros Turbo conversível (1987-89), a Porsche nunca lançou oficialmente um conversível turbo arrefecido a ar novamente. Entretanto, em 1995 um número reduzido (acredita-se que foram quatorze) 993 Turbo Cabriolets foram vendidos antes da introdução do 993 Turbo coupé. Eles apresentavam o motor turbo de 360 hp (DIN) do 964 Turbo 3.6, com caixa de 5 velocidades, manual, tração traseira e o spoiler do 964 Turbo 3.6. O pacote custava 89.500,00 DM (ou 62%) sobre o preço do 993 Cabriolet padrão.

## Motores
O 993 é motorizado com o lendário motor refrigerado a ar Porsche motor boxer. A Porsche começou
empregar esta evolução do motor no Porsche 901 em 1963, com a versão 2 litros e 130 HP.
Mais especificamente, o motor do 993 foi a última evolução deste motor boxer designado "M64". O padrão, o motor aspirado M64/05(06) de 3.6 litros é uma versão evoluída do M64/01 instalado no 964 Carrera, No início, o M64/05(06) tinha 27 HPaté ao modelo do ano 1995, antes da Porche mudar para o motor M64/21(22) equipado com VarioRam e com a potência aumentada para 281 HP. Versões mais potentes com o motor 3.8 litros forma disponibilizadas para o Carrera RS e como opção durante a vida do 993.
O motor 3.6 Litros Turbo M64/60 utiliza 2 turbos KKK K16 e produz 402 HP, embora versões mais potentes (430 e 450 HP) estivessem disponíveis com opções ou nas versões Turbo S e GT2. Em função do país a Porsche oferecia kits de potência 430 e 450 HP para o Turbo.  

## Performance
| Dados de Performance: Porsche 993                               |                  |            |            |            |                             |        |                        |
| Modelo (fonte)                                                  | 60 mph (96 km/h) | 0–100 km/h | 0–160 km/h | 0–200 km/h | 1/4 de milha (400m)         | 1 km   | Velocidade Máxima      |
| Carrera 2 ROW 1994 (Fabricante)                                 | -                | 5.6 s      | -          | -          | -                           | -      | 270 km/h               |
| Carrera 2 ROW 1994 (Auto Motor Sport 1993)                      | -                | 5.3 s      | 12.4 s     | 21.1 s     | -                           | 24.7 s | 267 km/h               |
| Carrera 2 Tiptronic 1994 (Fabricante)                           | -                | 6.6 s      | -          | -          | -                           | -      | 265 km/h               |
| Carrera 2 3.8 300 hp ROW 1995 (Sport Auto 11/94)                | -                | 5.2 s      | 11.4 s     | 18.7 s     | -                           | -      | 287 km/h               |
| Carrera 2 US 1995 (Road&Track Jan/94)                           | 5.2 s            | -          | 13.3 s     | -          | 13.8 @ 102 mph (164 km/h)   | -      | est 168 mph (270 km/h) |
| Carrera 4 US 1995 (Road & Track Jan/95)                         | 5.7 s            | -          | 14.0 s     | -          | 14.1 @ 100.5 mph (161 km/h) | -      | est 168 mph (270 km/h) |
| Carrera 2 1996/1997 (Fabricante)                                | -                | 5.4 s      | 12.3 s     | -          | -                           | -      | 275 km/h               |
| Carrera 2 Tiptronic 1996/1997 (Fabricante)                      | -                | 6.4 s      | 13.8 s     | -          | -                           | -      | 270 km/h               |
| Carrera RS ROW 1996 (performance car Mar/96)                    | 4.7 s            | -          | 11.2 s     | -          | 13.2 @ 109 mph (175 km/h)   | -      | -                      |
| Targa ROW 1996 (Auto Motor Sport 20/95)                         | 5.5              | 5.5 s      | -          | 21.3 s     | -                           | -      | 172 mph                |
| Carrera 4S ROW 1996 (Sport Auto 12/95)                          | -                | 5.5 s      | 13.2 s     | 23.0 s     | -                           | -      | 270 km/h               |
| Targa Tiptronic 1996 (Sport Auto Dec/95)                        | -                | 7.1 s      | 15.4 s     | 27.3 s     | -                           | -      | 270 km/h               |
| Carrera 4S US 1997 (Car and Driver Jun/96)                      | 4.9 s            | -          | 12.8 s     | -          | 13.5 @ 102 mph (164 km/h)   | -      | 161 mph (259 km/h)     |
| Carrera S 1997 (Sport Auto 02/97)                               | -                | 5.7 s      | 13.3 s     | 22.7 s     | -                           | -      | 270 km/h               |
| Versões Turbo                                                   |                  |            |            |            |                             |        |                        |
| Turbo 1995-1998 (Fabricante)                                    | -                | 4.5 s      | -          | -          | -                           | 23.0 s | 290 km/h               |
| Turbo 1995 (Auto Motor Sport 1995)                              | -                | 4.3 s      | 9.5 s      | 15.1 s     | -                           | 22.4 s | 291 km/h               |
| GT 2 1995 (Auto Motor Sport 1995)                               | -                | 4.0 s      | 8.4 s      | 13.3 s     | -                           | -      | 296 km/h               |
| Turbo 1996 (Road&Track Jul/95)                                  | 3.9 s            | -          | 9.9 s      | -          | 12.5 @ 112.5 mph (181 km/h) | -      | est 180 mph (290 km/h) |
| Turbo S 1998 (Car and Driver Jul/97)                            | 3.7 s            | -          | 8.8 s      | -          | 12.2 @ 114 mph (183 km/h)   | -      | 188 mph (303 km/h)     |
| Onde presente, "ROW/US" indica as relações de marcha aplicáveis |                  |            |            |            |                             |        |                        |

## Produção
| Porsche                | Total  | Total versões | Total Geral |
| ---------------------- | ------ | ------------- | ----------- |
| 993 C2 Coupé 272 PS    | 14,541 | 46,923        | 68,029      |
| 993 C2 Cabrio 272 PS   | 7,730  | 46,923        | 68,029      |
| 993 C2 Coupé 285 PS    | 8,586  | 46,923        | 68,029      |
| 993 C2 Cabrio 285 PS   | 7,769  | 46,923        | 68,029      |
| 993 C2 Targa 285 PS    | 4,583  | 46,923        | 68,029      |
| 993 C2 Coupé S 285 PS  | 3,714  | 46,923        | 68,029      |
| 993 C4 Coupé 272 PS    | 2,884  | 14,114        | 68,029      |
| 993 C4 Cabrio 272 PS   | 1,284  | 14,114        | 68,029      |
| 993 C4 Coupé 285 PS    | 1,860  | 14,114        | 68,029      |
| 993 C4 Cabrio 285 PS   | 1,138  | 14,114        | 68,029      |
| 993 C4 Coupé 4S 285 PS | 6,948  | 14,114        | 68,029      |
| 993 Turbo 3.6          | 5,978  | 5,978         | 68,029      |
| 993 Carrera RS Coupé   | 1,014  | 1,014         | 68,029      |